# CD Chivas USA
A Club Deportivo Chivas USA futballklub az Egyesült Államokban. Székhelye  Los Angeles külvárosában, Carsonban található. Részt vett a Major League Soccer bajnokságban. A klub 2004-ben alakult, a hazai mérkőzéseit a The Home Depot Center-ben játszotta, megosztva ezt a Los Angeles Galaxy csapatával. A hivatalos színei piros, fehér és kék, azaz ugyanaz, mint a CD Guadalajarának, amely az egyik legszélesebb körben támogatott csapat Mexikóban. A spanyol Chivas azt jelenti, ’kecske’, és ez a beceneve a CD Guadalajarának is.

## Története
A mexikói tulajdonú egyesület 2004. augusztus 2-án alakult meg, és lett az MLS tizenegyedik csapata. 2007-ben a klub végzett az első helyen a Nyugati főcsoportban. A klub tulajdonosa Jorge Vergara Madrigal mexikói üzletember, aki a mexikói CD Guadalajara tulajdonosa is egyben, valamint Antonio Sánchez Cue-Navarro a Chivas USA Enterprises LLC nevű leányvállalata, és a klub elnök-vezérigazgatója Shawn Hunter.
A Chivas USA az első szezont az MLS-ben a The Home Depot Center-ben egy 2-0 vereséggel kezdte, az első edzője Thomas Rongen. A szezon mérlege 1 győzelem, 8 vereség és egy büntetőkkel elvesztett mérkőzés. Az egyetlen győzelmet a Real Salt Lake csapata ellen érték el. 2005. június 3-án a holland Hans Westerhof-ot  nevezték ki vezetőedzőnek, így ő lett a Chivas USA második vezetőedzője. Az újabb kiábrándító szezon után Westerhof nem tért vissza a következő idényre. Az új szakvezető 2005. november 23-tól a klub legsikeresebb vezetőedzője, az amerikai Bob Bradley lett. A csapat az ő vezetésével először jutott be a Nyugati főcsoport rájátszásába, és szintén Bradley lett az év edzője az MLS-ben, míg a csapat játékosa Jonathan Bornstein lett az év újonc labdarúgója.
A sikerek következtében Bradley- lett az Egyesült Államok válogatottjának megbízott szövetségi kapitánya, majd később véglegesítették. Így azonban ismét új vezetőedzőre volt szükség. Az új főnök, a korábbi válogatott labdarúgó, aki részt vett 1z 1998-as VB-n Predrag "Preki" Radosavljević, aki 2010-től a Hall of Fame tagja lett. 2007-ben Preki vezetésével a csapat megnyerte a Nyugati konferenciát, így ő lett az év edzője, és adta a legjobb kapust a ligában Brad Guzan személyében. 2009. december 2-a óta az amerikai Martín Vásquez irányítja a csapatot, aki korábban Jürgen Klinsmann segítője volt az FC Bayern München-nél.

## Híres játékosok
- Juan Pablo García (2005–2006)
- Brad Guzan (2005–2008)
- Amado Guevara (2008–2009)
- Sacha Kljestan (2006–2010)
- Carlos Llamosa (2006–2007)
- Jesse Marsch (2006–2009)
- Francisco Mendoza (2005–2008)
- Ramón Núñez (2008–2009)
- Juan Francisco Palencia (2005–2006)
- Chris Pozniak (2008)
- Ramón Ramírez (2005–2007)
- Ante Razov (2006–2009)
- Douglas Sequeira (2005)
- Claudio Suárez (2006–2009)
- Shavar Thomas (2007–2009)
- Raphaël Wicky (2008)
- Martín Zúñiga (2005)

## Vezetőedzők
- Thomas Rongen (2005)
- Javier Ledesma (2005; ideiglenesen)
- Hans Westerhof (2005)
- Bob Bradley (2006)
- Preki (2007–2009)
- Martin Vasquez (2009–jelenleg)